# Xã Jefferson, Quận Polk, Missouri
Xã Jefferson (tiếng Anh: Jefferson Township) là một xã thuộc quận Polk, tiểu bang Missouri, Hoa Kỳ. Năm 2010, dân số của xã này là 528 người.